# اوتر (کشتی بخار)
اوتر (کشتی بخار) (به انگلیسی: Otter (steamship)) یک کشتی است.